# Liste der Biografien/Gal
Liste der Biografien |
Portal Biografien |
Personensuche
# |
A |
B |
C |
D |
E |
F |
G |
H |
I |
J |
K |
L |
M |
N |
O |
P |
Q |
R |
S |
T |
U |
V |
W |
X |
Y |
Z |
?
 
Ga |
Gb |
Gc |
Gd |
Ge |
Gf |
Gh |
Gi |
Gj |
Gk |
Gl |
Gm |
Gn |
Go |
Gp |
Gq |
Gr |
Gs |
Gu |
Gv |
Gw |
Gy |
Gz
 
Gaa |
Gab |
Gac |
Gad |
Gae |
Gaf |
Gag |
Gah |
Gai |
Gaj |
Gak |
Gal |
Gam |
Gan |
Gao |
Gap |
Gaq |
Gar |
Gas |
Gat |
Gau |
Gav |
Gaw |
Gax |
Gay |
Gaz
 
Gala |
Galb |
Galc |
Gald |
Gale |
Galf |
Galg |
Galh |
Gali |
Galj |
Galk |
Gall |
Galm |
Galo |
Galp |
Galr |
Gals |
Galt |
Galu |
Galv |
Galw |
Galy |
Galz
Die Liste der Biografien führt alle Personen auf, die in der deutschsprachigen Wikipedia einen Artikel haben. Dieses ist eine Teilliste mit 26 Einträgen von Personen, deren Namen mit den Buchstaben „Gal“ beginnt.

## Gal
- Gal, Andreas (* 1976), ungarisch-deutscher Informatiker, Chief Technical Officer bei Mozilla
- Gál, Bernhard (* 1971), österreichischer Komponist und Künstler
- Gal, Dani (* 1975), israelischer Videokünstler
- Gal, Edward (* 1970), niederländischer Dressurreiter
- Gál, Ferenc (1927–2008), ungarischer Generalmajor
- Gál, Gyula (* 1976), ungarischer Handballspieler
- Gál, Hans (1890–1987), österreichisch-britischer Komponist
- Gál, Henrik (* 1947), ungarischer Ringer
- Gál, István (* 1975), ungarischer Fußballspieler und -trainer
- Gal, Jenny (* 1969), niederländisch-italienische Judoka
- Gal, Jessica (* 1971), niederländische Judoka
- Gál, József (1918–2003), ungarischer Ringer
- Gál, Kinga (* 1970), ungarische Politikerin (Fidesz), MdEP
- Gál, Magda (1909–1990), ungarische Tischtennisspielerin
- Gal, Mélissa (* 1999), französische Skilangläuferin
- Gal, Menchu (1919–2008), spanische Malerin
- Gal, Nora (1912–1991), sowjetische Übersetzerin
- Gal, Riki (* 1950), israelische Sängerin
- Gál, Sándor (1855–1937), ungarischer Politiker, Jurist und Präsident des Abgeordnetenhauses
- Gal, Sandra (* 1985), deutsche Golferin
- Gal, Sharon (* 1974), israelischer Politiker
- Gál, Tomáš (1926–2013), tschechischer Wirtschaftswissenschaftler
- Gal, Uzi (1923–2002), israelischer WaffentechnikerUzi Gal (1923–2002)

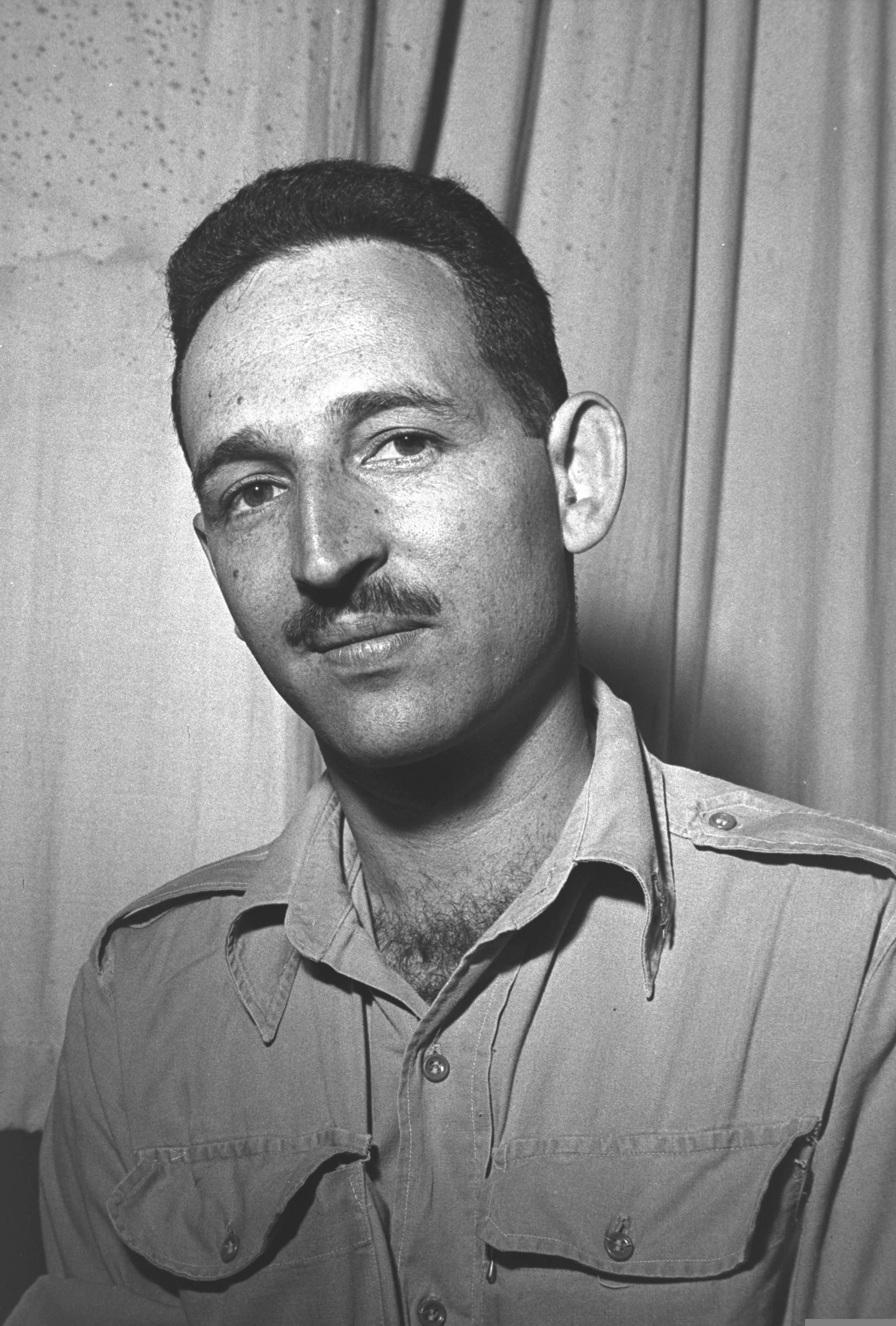
Uzi Gal (1923–2002)

- Gal, Yossi (* 1950), israelischer Diplomat
- Gal-Ed, Efrat (* 1956), israelische Autorin, Übersetzerin, Literaturwissenschaftlerin und Malerin
- Gal-On, Zehava (* 1956), israelische Politikerin